# Gunther Schuller
Gunther Alexander Schuller (ur. 22 listopada 1925 w Nowym Jorku, zm. 21 czerwca 2015 w Bostonie) – amerykański kompozytor, dyrygent, pedagog, muzyk jazzowy. Laureat nagrody NEA Jazz Masters w 2008.
Na początku grał w orkiestrach jako pierwszy waltornista (1943-45 w Cincinnati Symphony Orchestra, 1945–49 w Metropolitan Opera Orchestra). Później uczył kompozycji na Yale University, Bekshire Music Center, Lenox School of Jazz. W latach 1967–77 kierował New England Conservatory of Music w Bostonie. 
Schuller występował też w charakterze dyrygenta. Był m.in. dyrektorem muzycznym Spokane Symphony. W pracy dyrygenckiej i dydaktycznej promował muzykę współczesną, jazz i muzykę amerykańską.
Jako kompozytor Schuller inspirował się muzyką Arnolda Schoenberga. Do swojej twórczości wplatał elementy jazzu.